# فرانتس زیکس
فرانتس زیکس (آلمانی: Franz Six؛ ۱۲ اوت ۱۹۰۹ – ۹ ژوئیهٔ ۱۹۷۵) یک مقام رسمی نازی اهل آلمان بود.وی توسط راینهارد هایدریش به ریاست اداره دوم و بعد اداره هفتم اداره اصلی امنیت رایش منصوب شده بود.وی هم‌چنین قرار بود در صورت اشغال بریتانیای کبیر جوخه‌های مرگ آینزاتس‌گروپن را در شهرهای لندن، منچستر، بیرمنگام، بریستول، لیورپول، ادینبورو و گلاسکو ایجاد کند.پس از نبرد بریتانیا زیکس به فرماندهی یک واحد از نیروهای گروه ب آینزاتس‌گروپن منصوب شد.
زیکس پس از جنگ به اتهام جنایت جنگی در دادگاه آینزاتس‌گروپن در نورنبرگ محاکمه و به ۲۰ سال زندان محکوم شد. یک دادگاه عفو محکومیت او را به ۱۰ سال کاهش داد و در نهایت در ۳۰ سپتامبر ۱۹۵۲ آزاد شد.